# 興戸駅
興戸駅（こうどえき）は、京都府京田辺市興戸北落延6-1にある、近鉄京都線の駅。副駅名は同志社前。駅番号はB17。

## 概要
学校法人同志社の京田辺キャンパス（同志社大学京田辺校地、同志社女子大学京田辺キャンパス、同志社国際中学校・高等学校）の最寄り駅。同志社大学正門、同志社国際高校へは徒歩15分、同志社女子大学正門へは徒歩10分。ただし、駅が住宅地にあり道路も狭隘のため、駅前にバスは乗り入れていない。

## 歴史
- 1954年（昭和29年）7月5日：奈良電気鉄道の新田辺 - 三山木間に新設開業[2]。
- 1963年（昭和38年）10月1日：会社合併により近畿日本鉄道京都線の駅となる[2]。
- 1986年（昭和61年）9月16日：橋上駅舎化[3]。
- 2000年（平成12年）3月15日：ホーム延長工事完成により、6両編成の停車が可能となる。
- 2005年（平成17年）2月15日：エレベーター供用開始[4]。
- 2007年（平成19年）4月1日：ICカード「PiTaPa」使用開始[5]。

## 駅構造
相対式2面2線のホームを持つ地上駅で、橋上駅舎を有する。出入口は東西2ヶ所。改札口は1ヶ所。ホーム有効長は6両。

### のりば
| のりば | 路線     | 方向 | 行先                 |
| ------ | -------- | ---- | -------------------- |
| 1      | B 京都線 | 下り | 天理・橿原神宮前方面 |
| 2      | B 京都線 | 上り | 京都方面             |

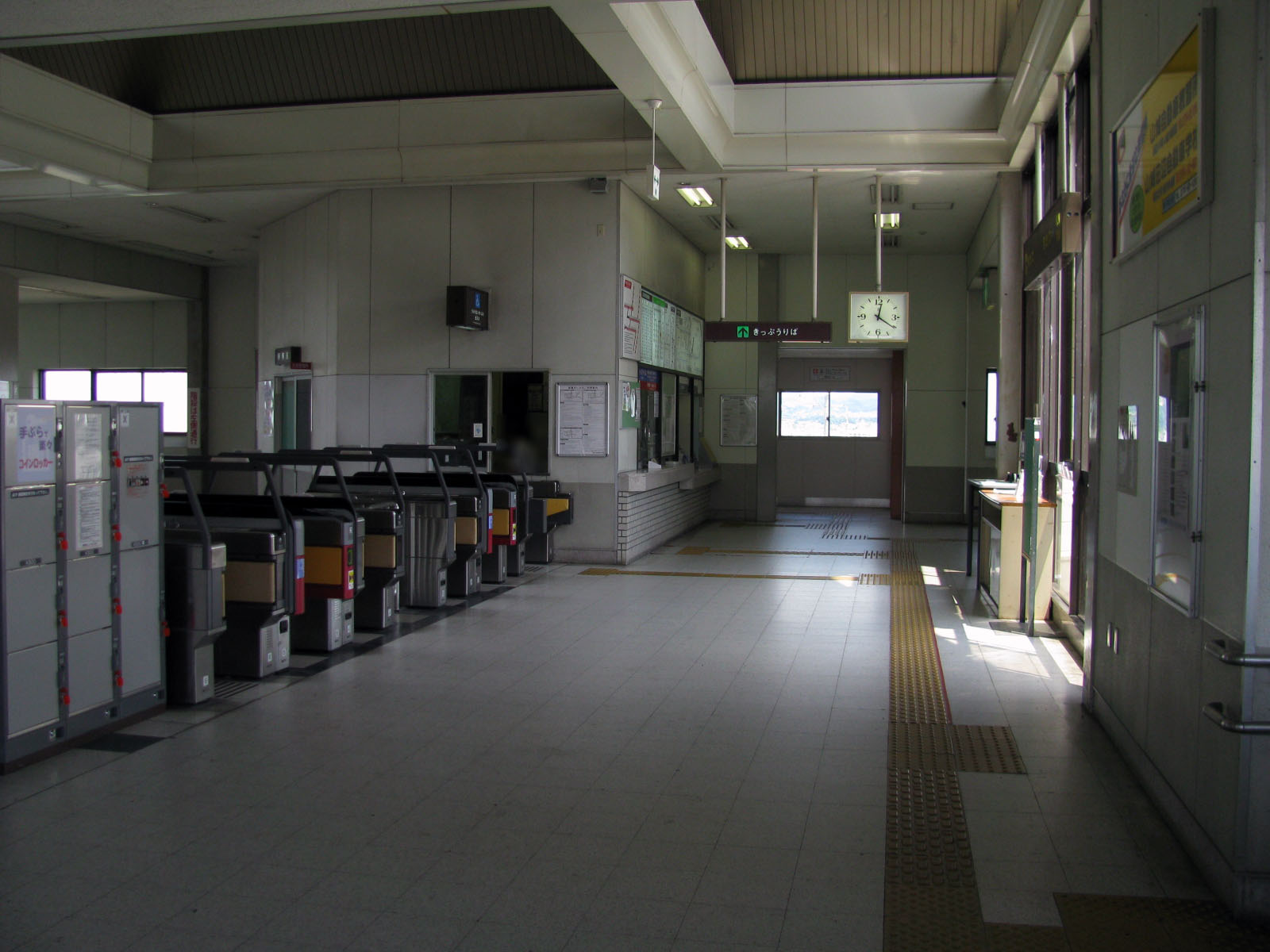
改札付近
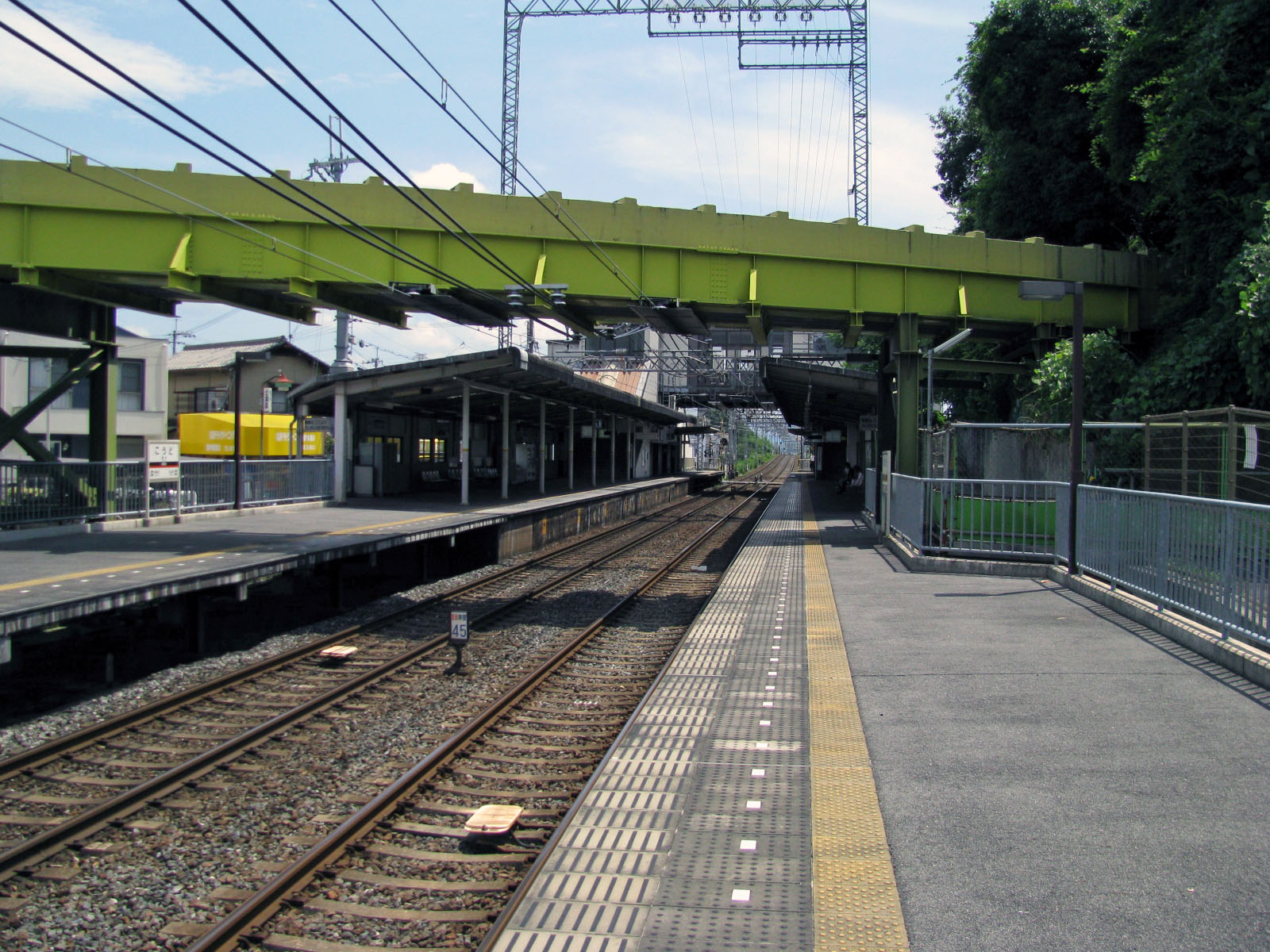
ホーム（ホーム上を横切るのは天井川となっている防賀川。2015年現在では切り下げ工事完了に伴い撤去されている）

## 特徴
ダイヤ面
- 通常は普通列車のみ停車するが、平日2本と土休日1本に限り、京都駅発近鉄宮津行き急行が定期列車として停車する[7]。これ以外の急行は全列車が通過となる[7]。
- 同志社大学・同志社女子大学開校日には臨時列車が運転される場合がある。夕方は近鉄宮津発新田辺行き普通列車が運転される（16:43発）。一部は新田辺から京都行き準急や国際会館行き普通列車に変更され運転する。
- 当駅のホーム有効長は2000年まで4両編成対応であったため、1997年に臨時列車として6両編成で運転されていた烏丸線国際会館発高の原行き普通列車は当駅を通過していた[8]。

駅設備・営業面
- 新田辺駅管理の有人駅で、PiTaPa・ICOCA対応の自動改札機および自動精算機（回数券カードおよびICカードのチャージに対応）が設置されている。
- 定期券は黒色の自動券売機にて購入可能である。
- 施設内はエレベーター・自動販売機・トイレなどがある。

## 利用状況
2023年11月7日における1日乗降人員は9,544人である。大学が立地することから急行通過駅としては利用者が多く、新田辺駅以南の京都線・橿原線の駅では最多、同駅以北を含めても向島駅・小倉駅に次ぐ数値となっている。
近年の1日乗降人員の調査結果は以下の通り。
| 年度               | 特定日   | 特定日   | 1日平均 乗降人員 | 出典        | 出典            |
| 年度               | 調査日   | 乗降人員 | 1日平均 乗降人員 | 近鉄        | 京田辺市        |
| ------------------ | -------- | -------- | ---------------- | ----------- | --------------- |
| 2000年（平成12年） | 11月07日 | 17,433   | 12,326           | [ 近鉄 1 ]  | [ 京田辺市 1 ]  |
| 2001年（平成13年） | -        | -        | 12,276           |             | [ 京田辺市 1 ]  |
| 2002年（平成14年） | -        | -        | 12,435           |             | [ 京田辺市 1 ]  |
| 2003年（平成15年） | 11月11日 | 15,327   | 12,722           | [ 近鉄 2 ]  | [ 京田辺市 2 ]  |
| 2004年（平成16年） | -        | -        | 12,833           |             | [ 京田辺市 3 ]  |
| 2005年（平成17年） | 11月08日 | 14,972   | 13,056           | [ 近鉄 3 ]  | [ 京田辺市 4 ]  |
| 2006年（平成18年） | -        | -        | 13,237           |             | [ 京田辺市 5 ]  |
| 2007年（平成19年） | -        | -        | 13,165           |             | [ 京田辺市 6 ]  |
| 2008年（平成20年） | 11月18日 | 15,361   | 12,653           |             | [ 京田辺市 7 ]  |
| 2009年（平成21年） | -        | -        | 11,178           |             | [ 京田辺市 8 ]  |
| 2010年（平成22年） | 11月09日 | 14,305   | 11,199           | [ 近鉄 4 ]  | [ 京田辺市 9 ]  |
| 2011年（平成23年） | -        | -        | 11,784           |             | [ 京田辺市 10 ] |
| 2012年（平成24年） | 11月13日 | 13,367   | 11,907           | [ 近鉄 5 ]  | [ 京田辺市 11 ] |
| 2013年（平成25年） | -        | -        | 9,506            |             | [ 京田辺市 12 ] |
| 2014年（平成26年） | -        | -        | 9,120            |             | [ 京田辺市 13 ] |
| 2015年（平成27年） | 11月10日 | 10,227   | 9,742            | [ 近鉄 6 ]  | [ 京田辺市 14 ] |
| 2016年（平成28年） | -        | -        | 9,783            |             | [ 京田辺市 15 ] |
| 2017年（平成29年） | -        | -        | 9,862            |             | [ 京田辺市 16 ] |
| 2018年（平成30年） | 11月13日 | 10,496   | 9,942            | [ 近鉄 7 ]  | [ 京田辺市 17 ] |
| 2019年（令和元年） | -        | -        | 10,678           |             | [ 京田辺市 18 ] |
| 2020年（令和02年） | -        | -        | 3,021            |             | [ 京田辺市 19 ] |
| 2021年（令和03年） | 11月09日 | 8,640    | 8,228            | [ 近鉄 8 ]  | [ 京田辺市 20 ] |
| 2022年（令和04年） | 11月08日 | 9,425    | 9,392            | [ 近鉄 9 ]  | [ 京田辺市 21 ] |
| 2023年（令和05年） | 11月07日 | 9,544    |                  | [ 近鉄 10 ] |                 |

## 駅周辺
- 同志社前駅 - 西日本旅客鉄道片町線（学研都市線）
- 同志社大学
- 同志社女子大学
- 同志社国際中学校・高等学校
- 京田辺市立草内小学校
- NPO法人京田辺シュタイナー学校
- コーナン京田辺店
- 業務スーパー 京田辺店

## 隣の駅
近畿日本鉄道
B 京都線
■急行（下記以外の列車）
通過（ただし同志社大学で試験などの際に臨時停車することもある）
■急行（京都発近鉄宮津行き）・■普通
新田辺駅 (B16) - 興戸駅 (B17) - 三山木駅 (B18)
- 括弧内は駅番号を示している。

### 記事本文

### 利用状況
1. ↑  駅別乗降人員 京都線 - 近畿日本鉄道
2. ↑  京田辺市統計書 - 京田辺市

#### 近畿日本鉄道
1. ↑  “駅別乗降人員 京都線 伊賀線”.   近畿日本鉄道. 2002年4月15日時点のオリジナルよりアーカイブ。2025年2月13日閲覧。
2. ↑  “駅別乗降人員 京都線 伊賀線”.   近畿日本鉄道. 2004年6月6日時点のオリジナルよりアーカイブ。2025年2月13日閲覧。
3. ↑  “駅別乗降人員 京都線”.   近畿日本鉄道. 2007年10月30日時点のオリジナルよりアーカイブ。2025年2月14日閲覧。
4. ↑  “駅別乗降人員 京都線”.   近畿日本鉄道. 2013年3月23日時点のオリジナルよりアーカイブ。2025年2月14日閲覧。
5. ↑  “駅別乗降人員 京都線”.   近畿日本鉄道. 2014年7月17日時点のオリジナルよりアーカイブ。2025年2月14日閲覧。
6. ↑  “駅別乗降人員 京都線”.   近畿日本鉄道. 2017年8月29日時点のオリジナルよりアーカイブ。2025年2月14日閲覧。
7. ↑  “駅別乗降人員 京都線”.   近畿日本鉄道. 2019年11月6日時点のオリジナルよりアーカイブ。2025年2月14日閲覧。
8. ↑  近鉄線駅別乗降人員データ【調査日：令和3年11月9日(火)】 (PDF)
9. ↑  近鉄線駅別乗降人員データ【調査日：令和4年11月8日(火)】 (PDF)
10. ↑  近鉄線駅別乗降人員データ【調査日：令和5年11月7日(火)】 (PDF)

#### 京田辺市統計書
1. 1 2 3  平成15年版京田辺市統計書 第6章 運輸・通信 (PDF)
2. ↑  平成16年版京田辺市統計書 第6章 運輸・通信 (PDF)
3. ↑  平成17年版京田辺市統計書 第6章 運輸・通信 (PDF)
4. ↑  平成18年版京田辺市統計書 第6章 運輸・通信 (PDF)
5. ↑  平成19年版京田辺市統計書 第6章 運輸・通信 (PDF)
6. ↑  平成20年版京田辺市統計書 第6章 運輸・通信 (PDF)
7. ↑  平成21年版京田辺市統計書 第6章 運輸・通信 (PDF)
8. ↑  平成22年版京田辺市統計書 第6章 運輸・通信 (PDF)
9. ↑  平成23年版京田辺市統計書 第6章 運輸・通信 (PDF)
10. ↑  平成24年版京田辺市統計書 第6章 運輸・通信 (PDF)
11. ↑  平成25年版京田辺市統計書 第6章 運輸・通信 (PDF)
12. ↑  平成26年版京田辺市統計書 第6章 運輸・通信 (PDF)
13. ↑  平成27年版京田辺市統計書 第6章 運輸・通信 (PDF)
14. ↑  平成28年版京田辺市統計書 第6章 運輸・通信 (PDF)
15. ↑  平成29年版京田辺市統計書 第6章 運輸・通信 (PDF)
16. ↑  平成30年版京田辺市統計書 第6章 運輸・通信 (PDF)
17. ↑  令和元年版京田辺市統計書 第6章 運輸・通信 (PDF)
18. ↑  令和2年版京田辺市統計書 第6章 運輸・通信 (PDF)
19. ↑  令和3年版京田辺市統計書 第6章 運輸・通信 (PDF)
20. ↑  令和4年版京田辺市統計書 第6章 運輸・通信 (PDF)
21. ↑  令和5年版京田辺市統計書 第6章 運輸・通信 (PDF)